# Giancarlo Corradini
Giancarlo Corradini (ur. 24 lutego 1961 w Sassuolo, Włochy) – włoski piłkarz, grający na pozycji obrońcy, trener piłkarski.

## Kariera piłkarska

### Kariera klubowa
W 1977 rozpoczął karierę piłkarską w klubie US Sassuolo, a następnie dwa lata występował w Genoa CFC. W 1980 przeniósł się do AC Reggiana 1919. W 1982 został piłkarzem Torino FC, w którym zadebiutował w Serie A w meczu z Hellas Werona. Zakończył karierę piłkarską w SSC Napoli, zdobywając mistrzostwo kraju, Superpuchar Włoch i Puchar UEFA.

## Kariera trenerska
W 1994 roku rozpoczął swoją działalność szkoleniową, trenując przez rok drużynę młodzieżową Modena FC. Od 1999 do 2001 roku pracował z drużyną młodzieżową Juventusu, a następnie pracował w sztabie personelu technicznego Marcello Lippiego, który zdobył z klubem dwa tytuły mistrzowskie w 2002 i 2003 roku. W 2004 roku, wraz z pojawieniem się w Juventusie Fabio Capello, Corradini został asystentem trenera i zdobył dwa tytuły mistrzowskie później anulowane z powodu Calciopoli.
Z przeniesieniu karnym Juventusu do Serie B, Capello przeniósł się do Realu Madryt, wzywając do siebie i Corradini, ale trener odmówił, pracując dalej jako asystent nowego trenera Didier Deschampsa. Na koniec sezonu 2006/07 Deschamps został zwolniony i Corradini był zmuszony tymczasowo prowadzić drużynę w ostatnich dwóch meczach, w których "Stara Dama" przegrała dwa razy.
22 czerwca 2007 stał na czele klubu SSC Venezia, ale został zwolniony po dwóch miesiącach. 10 listopada 2008 Corradini przejął AC Cuneo 1905 występującej w Serie D, w którym grał jego syn Cristiano Corradini. Pomógł klubowi opuścić "strefę spadkową". Od lipca 2012 pracował jako asystent trenera Gianfranco Zola w Watford F.C., grającym w Football League Championship, drugiej lidze angielskiej. Opuścił angielski klub w lipcu 2013.

## Sukcesy i odznaczenia

### Sukcesy piłkarskie
- zdobywca Pucharu UEFA: 1989
- mistrz Włoch: 1990
- zdobywca Superpucharu Włoch: 1990

### Sukcesy trenerskie
- mistrz Serie B: 2007